# General Toševo
General Toševo (in bulgaro Генерал Тошево?) è un comune bulgaro situato nel distretto di Dobrič di 20 143 abitanti (dati 2009).

## Località
Il comune è formato dall'insieme delle seguenti località:
- Aleksandăr Stambolijski
- Balkanci
- Bežanovo
- Černookovo
- Dăbovik
- General Toševo (sede comunale)
- Gorica
- Izvorovo
- Jovkovo
- Kalina
- Kăpinovo
- Kardam
- Konare
- Kraište
- Krasen
- Ljuljakovo
- Loznica
- Malina
- Ogražden
- Pčelarovo
- Petleškovo
- Pisarovo
- Plenimir
- Preselenci
- Prisad
- Ravnec
- Rogozina
- Rosen
- Rosica
- Sărnino
- Sirakovo
- Snjagovo
- Snop
- Spasovo
- Sredina
- Uzovo
- Vasilevo
- Velikovo
- Vičovo
- Žiten
- Zograf

## Amministrazione

### Gemellaggi
- Bolgrad, Ucraina
- Mangalia, Romania